# Haim Megrelasjvili

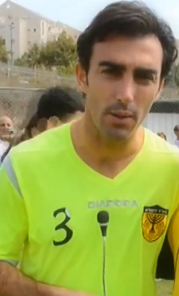
Haim Megrelasjvili (2013).

Haim Megrelasjvili (hebreiska: חיים מגרלשווילי) född 4 juli 1982 i Tirat Carmel, är en israelisk professionell fotbollsspelare med georgisk-judiska rötter. Hans efternamn betyder "son av Megrelien" på georgiska. Hans efternamn felstavas dock ofta till "Magrashvili" i stället. Megrelasjvili spelar back men har även offensiva kvalitéer och följer gärna med upp i anfallen. 2003 lämnade han Hapoel Haifa för det större klubblaget Maccabi Haifa FC.  Samma år utsågs han till årets nykomling i den israeliska ligan. Han spelar nu för Hapoel Haifa.